# Vogelshoek
Vogelshoek is de naam van een natuurgebied van 228 ha, dat gelegen is ten zuiden van Gassel, in de gemeenten Grave, Cuijk en Mill en Sint Hubert.
Het is vernoemd naar de gelijknamige buurtschap en omvat ook een aantal verspreid liggende gebiedjes. Het geheel wordt beheerd door Staatsbosbeheer. 
De terreinen liggen in het stroomgebied van de voormalige Beerse Overlaat en omvatten rivierduinen, oude rivierdijken, schraalgraslanden en bos. Daarnaast zijn er enkele wielen, waarvan de Broekse Wielen de belangrijkste zijn. Rivierklei komt hier nauwelijks voor, wel zijn er grovere en fijnere zanden te vinden. 
In het stroomdal groeien planten als Echte kruisdistel, Wilde tijm en Klein vogelpootje. Er is een overgangszone naar de hoger gelegen zandgronden. Men vindt dan ook zeldzame soorten als Oeverkruid, Drijvende waterweegbree en Ondergedoken moerasscherm.
De Alpenwatersalamander en de Kamsalamander komen in het gebied voor.
Naar het zuidoosten sluit het landgoed Tongelaar en omgeving op dit gebied aan. Ten noorden vindt men de Gasselse Heide en ten  westen bevindt zich het Graafse Raamdal.